# Clystea andromacha
Clystea andromacha là một loài bướm đêm thuộc phân họ Arctiinae, họ Erebidae.